# Institut national de la jeunesse et de l'éducation populaire
L'Institut national de la jeunesse et de l'éducation populaire (INJEP) est un service à compétence nationale (SCN) français dirigé par l'économiste Augustin Vicard et rattaché au Directeur de la jeunesse, de l'éducation populaire et de la vie associative (DJEPVA). Intégré à l'administration centrale depuis le 1er janvier 2016, cet observatoire de la jeunesse, de l'éducation populaire et de la vie associative existe depuis 1953.

## Missions
L'Institut national de la jeunesse et de l'éducation populaire est chargé d'observer et d'analyser la situation des jeunes et les politiques qui leur sont destinées à tous les niveaux territoriaux, du niveau local au niveau européen. Il produit également des travaux statistiques pour la direction des sports.
- Il élabore des analyses à travers la conduite de recherches, d'études et d'évaluations, et produit des données statistiques en lien avec le service statistique public, dans les domaines de la jeunesse, de l'éducation populaire et de la vie associative ainsi que du sport ;
- Il étudie également les évolutions du système d'acteurs de l'éducation populaire et de leurs démarches ;
- Il réalise ou contribue à la réalisation, à la demande du Premier ministre, de travaux d'études ou d'évaluation liés à la politique interministérielle de jeunesse ;
- Il réalise, à la demande du ministre chargé de la jeunesse, seul ou en partenariat, des activités spécifiques d'observation ou d'expertise d'actions publiques en faveur des jeunes ;
- Il assure l'animation du fonds d'expérimentation pour la jeunesse, ayant pour objet de financer et d'évaluer des programmes expérimentaux destinés à développer la mobilisation des jeunes au service de causes d'intérêt général et d'améliorer l'insertion sociale et professionnelle des jeunes ;
- Il constitue également un pôle de ressources et d'expertise pour les acteurs de jeunesse, de l'éducation populaire et de la vie associative, pour les assemblées parlementaires et les instances de représentation de la société civile.

À ce titre, sa mission est de rassembler, synthétiser, diffuser et valoriser les connaissances sur les jeunes, sur les démarches d'éducation populaire et sur la vie associative ainsi que sur les politiques publiques à travers des produits documentaires, des publications et des événements.

## Organisation
L'Institut national de la jeunesse et de l'éducation populaire est constitué de 5 missions :
- une mission chargée des enquêtes, des données et des études statistiques (service statistique ministériel) ;
- une mission chargée de l'expérimentation et de l'évaluation des politiques publiques (animant notamment le fonds d'expérimentation pour la jeunesse) ;
- une mission chargée des études et des recherches ;
- une mission chargée de la valorisation et de la diffusion ;
- une mission chargée de la documentation et de la gestion d'un centre de ressources ;

Il est par ailleurs doté d'un conseil scientifique et d'orientation, composé de deux collèges :
- un collège partenarial qui propose des orientations et débat de toutes les missions et activités du service. Il est composé de représentants des administrations, de représentants du personnel et de personnalités qualifiées issues du milieu associatif ainsi que de représentants des collectivités territoriales.
- un collège scientifique qui examine les questions relatives aux objectifs des activités de recherche, d'étude, d'évaluation, et de prospective, à leur méthodologie, ainsi qu'à leur publication et à la diffusion de leurs résultats. Il est composé de personnalités qualifiées issues du milieu de la recherche.

## Histoire
Issu du Centre d'éducation populaire créé en 1940, l'Institut national d'éducation populaire (INEP) assure essentiellement lors de sa création des activités de formations. Ce n'est qu'avec la création de la Ve République et le développement de politiques de jeunesse que l'organisation de journées d'études et de colloque nationaux et internationaux prennent une place plus grande dans ses activités. Présente depuis l'origine, la section "études" de l'Institut se voit fortement développée dans les années 1970, parallèlement au centre de documentation. En 1987, l'INEP perd sa référence à l'éducation populaire et devient l'Institut national de la jeunesse (INJ). Ce n'est qu'en 1990 qu'il prendra son nom définitif d'Institut national de la jeunesse et de l'éducation populaire (INJEP).
Cet organisme a pris successivement les noms suivants :
- 1953 : Institut national d'éducation populaire (INEP)[6] ;
- 1987 : Institut national de la jeunesse (INJ)[7] ;
- 1990 : Institut national de la jeunesse et de l'éducation populaire (INJEP)[8].
- 2016 : Service à compétence nationale qui conserve le nom d'INJEP[2].

L'Institut a occupé de sa création en 1953 jusqu'en 2010 le château du Val Flory à Marly-le-Roi. Il est désormais installé dans les bureaux de la Direction de la jeunesse, de l'éducation populaire et de la vie associative, au 95 avenue de France, dans le XIIIe arrondissement de Paris.
Augustin Vicard est nommé directeur de l'INJEP le 13 septembre 2021,, remplaçant à ce poste le sociologue Thibaut de Saint Pol.